# Білл Нідер
Вільям Генрі Нідер (англ. William Henry Nieder; нар. 10 серпня 1933 — пом. 7 жовтня 2022) — американський легкоатлет, який спеціалізувався в штовханні ядра.

## З життєпису
Олімпійський чемпіон зі штовхання ядра (1960).
Срібний олімпійський призер зі штовхання ядра (1956).
Чемпіон США зі штовхання ядра (1957). Срібний (1960) та бронзовий (1955) призер чемпіонатів США зі штовхання ядра.
Бронзовий призер олімпійських відбіркових змагань США зі штовхання ядра (1960).
Автор трьох світових рекордів зі штовхання ядра — 19,45, 19,99, 20,06 (всі — 1960).
Першим у світі досяг у штовханні ядра 20-метрового рубежу (12.08.1960).
По завершенні легкоатлетичної кар'єри (1960), перейшов до професійного боксу. Проте, після нокауту в першому поєдинку, полишив боксерську кар'єру.
Пізніше перейшов працювати на компанію-розробника синтетичного покриття для стадіонів.
Пішов з життя, маючи 89 років.

## Визнання
- Член Зали слави легкої атлетики США (2006)

## Відео
- Виступ Білла Нідера на Іграх-1960 на YouTube (італ.)